# Beni Hasan
Koordinaten: 27° 56′ N, 30° 53′ O

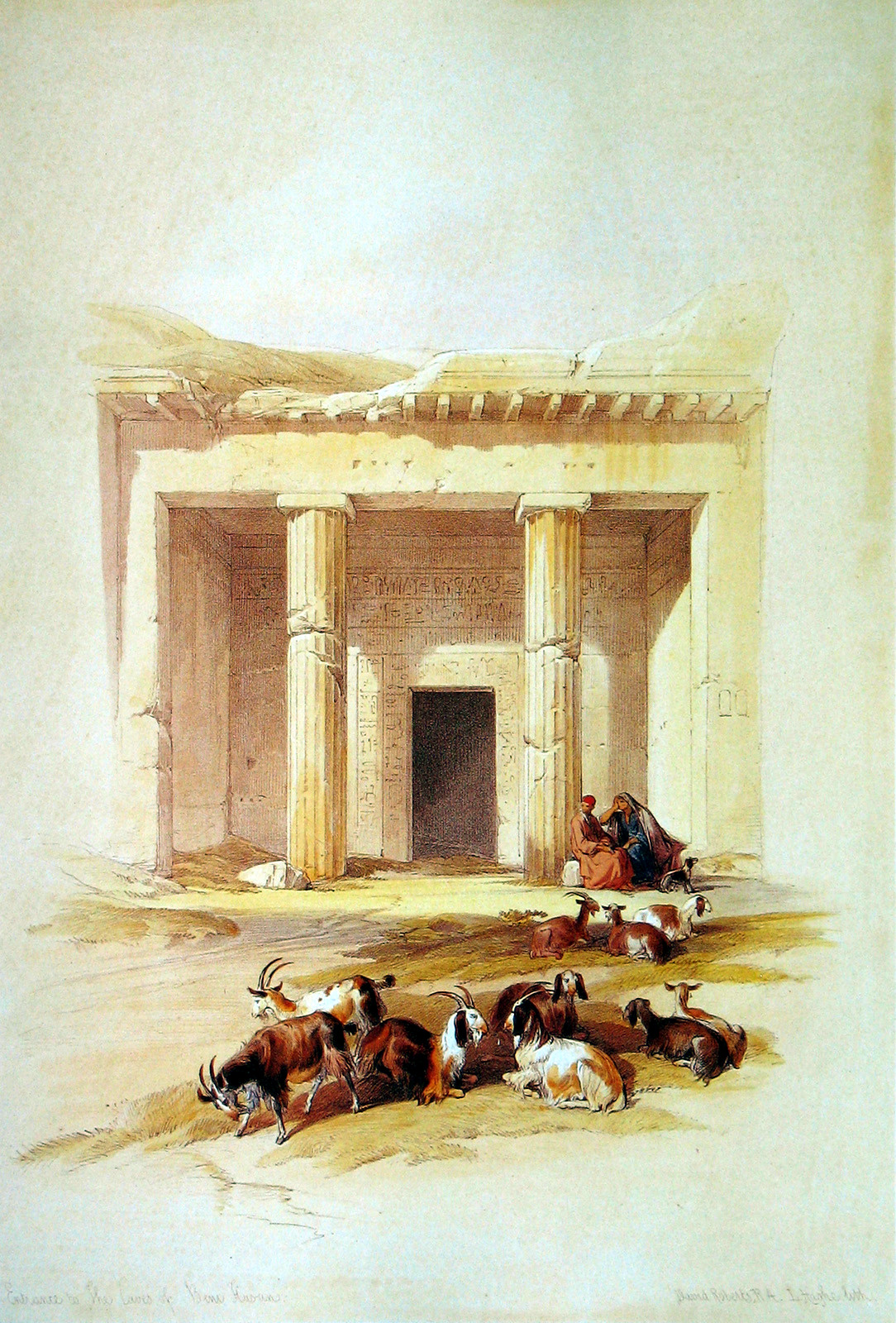
Eingangsbereich eines Felsgrabes in Beni Hasan
(Bild von David Roberts, 1838)

Beni Hasan (arabisch بني حسن Banī Ḥasan ‚Stamm des Ḥasan‘) ist der Name zweier Ortschaften in Mittelägypten, die etwa 20 Kilometer südlich von al-Minya auf dem Ostufer des Nils liegen: der bewohnte Ort Beni Hasan asch-schuruq („der Östliche“) und der heute unbewohnte Ort Beni Hasan al-qadim („der Alte“). Im Bereich von Beni Hasan al-qadim befinden sich Totenstädte aus fast allen altägyptischen Epochen.

## Bauwerke
Besonders bekannt sind die insgesamt 39 Felsengräber von Beni Hasan aus der Ersten Zwischenzeit und der Zeit des Mittleren Reiches, in denen die Gaufürsten des „Gazellengaues“ bestattet wurden. In den Gräbern finden sich unter anderem Malereien mit Handwerkerszenen und Ringkämpfern. Etwa fünf Kilometer südlich der Felsgräber findet sich der Tempel Speos Artemidos, den Hatschepsut hier für die Löwengöttin Pachet errichten ließ. Beim Tempel finden sich zudem ein Katzenfriedhof und eine spätzeitliche Nekropole.

## Grabinhaber
Von zwölf der 39 oberen Felsengräber sind die Grabinhaber bekannt. In chronologischer Reihenfolge sind diese:
- BH 29 – Baket I., Nomarch der 11. Dynastie(geschlossen)
- BH 33 – Baket II., Nomarch der 11. Dynastie (geschlossen)
- BH 27 – Ramuschenti, Nomarch der 11. Dynastie (geschlossen)
- BH 15 – Baket III. (zugängig)
- BH 17 – Chety, Nomarch der 11. Dynastie, Sohn des Baket (zugängig)
- BH 14 – Chnumhotep I., Nomarch unter Amenemhet I. (geschlossen)
- BH 21 – Nacht, Nomarch der 12. Dynastie (geschlossen)
- BH 2 – Amenemhet, Nomarch unter Sesostris I. (zugängig)
- BH 3 – Chnumhotep II., (zugängig)
- BH 13 – Chnumhotep, Königlicher Schreiber der 12. Dynastie (geschlossen)
- BH 23 – Netjernacht, Vorsteher der Ostwüste der 12. Dynastie (geschlossen)
- BH 4 – Chnumhotep IV, Nomarch der späten 12. Dynastie (geschlossen)

BH steht für Beni Hasan